# Abílio José Caetano

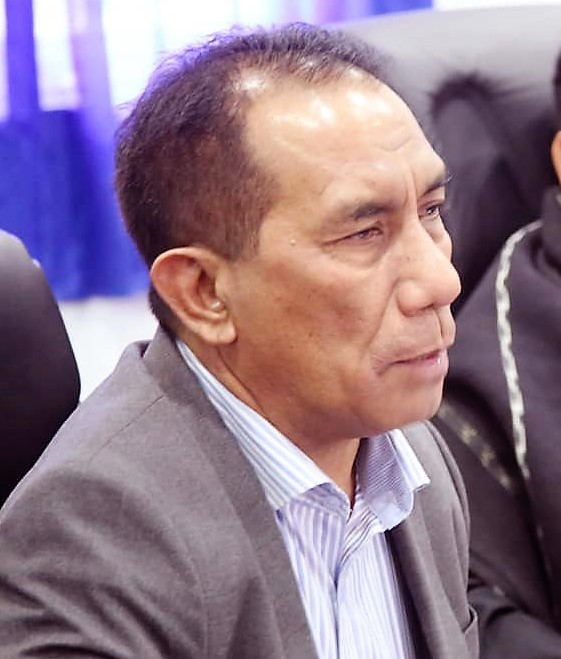
Abílio José Caetano (2020)

Abílio José Caetano ist ein osttimoresischer Beamter und Politiker. Er ist Mitglied der Partei Congresso Nacional da Reconstrução Timorense (CNRT).
Von 2007 bis 2009 wurde der bisherige leitende Techniker Caetano im osttimoresischen Ministerium für Staatsadministration (MAE) von Ministerin Ana Pessoa Pinto zum Nationaldirektor der Abteilung Nationale Grafiken (Gráfica Nacional) ernannt. Dem folgte das Amt des Juniordirektors der Nationaldirektion für Lokaladministration unter Staatssekretär Florindo Pereira, 2011 des Direktors der Finanzministerium und 2013 des Generaldirektors zur Dezentralisierung der Administration im MAE. Diese Position hatte Caetano noch 2017 inne.
Am 22. Juni 2018 wurde Caetano zum Vizeminister für Staatsadministration vereidigt. Da dem nominierten Minister für Staatsadministration Tomás Cabral die Ernennung von Präsident Francisco Guterres verweigert wird, führte Caetano in Vertretung das Ministerium. Nach Auseinanderbrechen des AMP 2020 wurden die Regierungsmitglieder des CNRT aufgefordert, von ihren Ämtern zurückzutreten. Caetano kam dieser am 25. Mai nach.